# Urophyllum lineatum
Urophyllum lineatum är en måreväxtart som beskrevs av Otto Stapf. Urophyllum lineatum ingår i släktet Urophyllum och familjen måreväxter. Inga underarter finns listade i Catalogue of Life.